# 莫特站 (印第安納州)
莫特站（英語：Mott Station）是位於美國印地安納州哈里森縣的一個非建制地區。